# Pjer Malvasija
Pjer Malvasija (Spalato, 5 luglio 1970) è un allenatore di calcio a 5 ed ex giocatore di calcio a 5 croato.

## Carriera
Come massimo riconoscimento in carriera vanta la partecipazione al FIFA Futsal World Championship 2000 in cui la nazionale croata – al debutto nella competizione – è stata eliminata nel girone del secondo turno comprendente Spagna, Portogallo e Paesi Bassi. L'anno precedente, Malvasija aveva disputato il campionato europeo concluso dai balcanici al primo turno.